# Guillaume Hoarau
Guillaume Hoarau (Saint-Louis, Réunion, 5 maart 1984) is een Frans voetballer die bij voorkeur als aanvaller speelt. Hij verruilde in augustus 2014 Girondins de Bordeaux voor BSC Young Boys. Hoarau debuteerde in 2010 in het Frans voetbalelftal.
Met 18 treffers eindigde Hoarau als tweede op de topscorerslijst van de Raiffeisen Super League in het seizoen 2015/16, achter Moanes Dabour (19 treffers) van Grasshoppers Zürich.

## Statistieken
| Seizoen | Club                  | Land        | Competitie   | Wed. | Doelp. |
| ------- | --------------------- | ----------- | ------------ | ---- | ------ |
| 2003/04 | Le Havre AC           | Frankrijk   | Ligue 2      | 1    | 0      |
| 2004/05 | Le Havre AC           | Frankrijk   | Ligue 2      | 9    | 1      |
| 2005/06 | Le Havre AC           | Frankrijk   | Ligue 2      | 28   | 4      |
| 2006/07 | Le Havre AC           | Frankrijk   | Ligue 2      | 5    | 0      |
| 2006/07 | → FC Gueugnon         | Frankrijk   | Ligue 2      | 21   | 8      |
| 2007/08 | Le Havre AC           | Frankrijk   | Ligue 2      | 38   | 28     |
| 2008/09 | Paris Saint-Germain   | Frankrijk   | Ligue 1      | 33   | 17     |
| 2009/10 | Paris Saint-Germain   | Frankrijk   | Ligue 1      | 22   | 6      |
| 2010/11 | Paris Saint-Germain   | Frankrijk   | Ligue 1      | 33   | 10     |
| 2011/12 | Paris Saint-Germain   | Frankrijk   | Ligue 1      | 20   | 5      |
| 2012/13 | Paris Saint-Germain   | Frankrijk   | Ligue 1      | 6    | 1      |
| 2012/13 | Dalian Aerbin         | China       | Super League | 20   | 2      |
| 2013/14 | Girondins de Bordeaux | Frankrijk   | Ligue 1      | 16   | 3      |
| 2014/15 | BSC Young Boys        | Zwitserland | Super League | 28   | 17     |
| 2015/16 | BSC Young Boys        | Zwitserland | Super League | 22   | 18     |
| 2016/17 | BSC Young Boys        | Zwitserland | Super League | 21   | 18     |
| 2017/18 | BSC Young Boys        | Zwitserland | Super League | 25   | 15     |
| 2018/19 | BSC Young Boys        | Zwitserland | Super League | 14   | 11     |
| Totaal  | Totaal                | Totaal      | Totaal       | 362  | 164    |